# Malthonea spinosa
Malthonea spinosa är en skalbaggsart som beskrevs av Maria Helena M. Galileo och Martins 1999. Malthonea spinosa ingår i släktet Malthonea och familjen långhorningar. Inga underarter finns listade i Catalogue of Life.